# 虹ケ丘 (青森市)
虹ケ丘（にじがおか）は青森県青森市の地名。虹ケ丘一丁目と虹ケ丘二丁目がある。郵便番号030-0948。

## 地理
青森市中心市街地の東側に位置する。北は大字浜館の飛び地、東は自由ケ丘・戸山、南は大字浜館、西は浜舘と接する。東青森駅から小柳駅付近まで青い森鉄道線の南に続く新興住宅街である。一丁目は大通り沿いに商店が立ち並び、その北側に一戸建て住宅を中心とした住宅街がある。二丁目はほとんどが店舗の用地で占められる。

## 歴史

### 沿革
- 1996年7月20日 - 浜館第三区区画整理事業に伴う住所変更が行われ、虹ヶ丘一・二丁目が置かれた[3]。

### 町名の変遷
| 実施後       | 実施年月日    | 実施前                                 |
| ------------ | ------------- | -------------------------------------- |
| 虹ケ丘一丁目 | 1996年7月20日 | 浜館字間瀬・同字科、小柳字唐橋の各一部 |
| 虹ケ丘二丁目 | 1996年7月20日 | 浜館字間瀬の一部                       |

## 施設等
- 虹ケ丘公園
- マエダストア虹ヶ丘店
- ホームセンターサンデー青森虹ヶ丘店